# Horst Ilberg
Horst Ilberg (* 23. Oktober 1930 in Wetter (Ruhr)) ist ein ehemaliger deutscher Tischtennis-Nationalspieler und Seniorenweltmeister im Doppel.

## Jugend
Ilberg begann seine Laufbahn 1946 beim Verein VfL Eintracht Hagen, mit dessen Herrenmannschaft er nach mehrmaligen Aufstiegen und einem Zwischenspiel beim SSV Hagen 1951 die Oberliga, die damals höchste deutsche Spielklasse, erreichte. 1948 wurde er bei den Deutschen Jugendmeisterschaften Zweiter im Doppel mit Gerhard Egeler.

## Erwachsene
Bei den nationalen deutschen Meisterschaften wurde Ilberg 1951 Dritter im Doppel mit Hans-Werner Schippers und 1953 Dritter im Einzel. 1953/54 siegte er – inzwischen dem VfL 63 Hagen angehörend – beim „Großen Preis von Westdeutschland“. In der gesamtdeutschen Rangliste wurde er 1953 auf Platz 10 geführt.
Ilberg nahm an vier Länderspielen teil. Im Dezember 1951 gewann er in einem Länderkampf gegen Dänemark beide Einzel. 1953 wurde er für die Weltmeisterschaft nominiert, wo er gegen Brasilien, Bulgarien und die Niederlande in der deutschen Mannschaft zum Einsatz kam und mit ihr Platz sieben erreichte. Im Einzel, im Doppel mit Bernie Vossebein und im Mixed mit Hannelore Imlau (Schlaf) schied er frühzeitig aus.

## Senioren
Ilberg war bei zahlreichen Seniorenturnieren erfolgreich. Er spielte bei verschiedenen Vereinen, etwa TTC Westfalia Münster (1962 – 1964, Verbandsliga), DJK SV Borussia 07 Münster (ab 1964, Bezirksklasse), SC Westfalia Kinderhaus (um 1986 – 1998), DJK Westfalia Senden (seit 1998). 1997 wurde er mit der Goldenen Ehrennadel des Westdeutschen Tischtennisverbandes WTTV ausgezeichnet.
2005 beendete er seine aktive Laufbahn.
Auszug seiner Erfolge
- Westdeutsche Meisterschaften: Mindestens 25 Titel
- Deutsche Seniorenmeisterschaften
  - 1993 Ü60: Sieg im Mixed mit Martha Wilke
  - 1994 Ü60: Sieg im Einzel und Mixed mit Martha Wilke
  - 1995 Ü60: Sieg im Mixed mit Martha Wilke
  - 1998 Ü60: Sieg im Mixed mit Martha Wilke
  - 2002 Ü70: Doppel mit Otto Rau
- International
  - Europameisterschaft 1997 Ü65: Zweiter im Einzel
  - Weltmeisterschaft 2000 Ü70: Zweiter im Einzel und Weltmeister im Doppel mit Walter Fleiner

## Privat
Ilberg ist verheiratet und lebt in Münster. Beruflich war er in der Versicherungsbranche tätig.

## Turnierergebnisse
| Verband | Veranstaltung     | Jahr | Ort      | Land | Einzel    | Doppel    | Mixed     | Team |
| ------- | ----------------- | ---- | -------- | ---- | --------- | --------- | --------- | ---- |
| GER     | Weltmeisterschaft | 1953 | Bukarest | ROU  | letzte 64 | letzte 32 | letzte 32 | 7    |